# Обыкновенный Джо (телесериал)
«Обыкновенный Джо» (англ. Ordinary Joe) — американский драматический телесериал, премьера состоялась на американском телеканале NBC 20 сентября 2021 года.
4 марта 2022 года телеканал NBC закрыл телесериал после одного сезона.

## Сюжет
Обычный парень Джо Кимбро во время выпускного в колледже делает выбор, который предопределит всю его дальнейшую судьбу.

## В ролях

### Основной состав
- Джеймс Уок — Джо Кимбро
- Чарли Барнетт — Эрик Пейн
- Натали Мартинес — Эми Кинделан
- Элизабет Лэил — Дженни Бэнкс